# Makokou
Makokou je grad u Gabonu, glavni grad provincije Ogooué-Ivindo i departmana Ivindo. Leži na rijeci Ivindo, pritoci rijeke Ogooué, 60 km sjeverno od ekvatora. Od glavnog je grada, Librevillea udaljen 500 km u smjeru istoka. Nastao je oko rudnika željeza.
U blizini se nalazi Nacionalni park Ivindo.
Prema popisu iz 1993. godine, Makokou je imao 9.849 stanovnika.